# Jan Stam
Johannes Laurens Gerardus (Jan) Stam (Amsterdam, 4 maart 1913 – aldaar, 11 mei 1981) was een Nederlands voetballer en honkballer.
Hij speelde twee wedstrijden voor het Nederlands honkbalteam.

## Biografie
Jan Stam was de zoon van Laurens Gerardus Stam en Gesina Catharina Ramaker. Hij trouwde op 13 mei 1943 met Dieuwke Reindersma en had vier kinderen.
Hij speelde van 1933 tot 1940 bij AFC Ajax als rechtsbuiten. Van zijn debuut in het kampioenschap op 17 september 1933 tegen ADO tot zijn laatste wedstrijd op 1 december 1940 tegen DOS speelde Stam in totaal 50 wedstrijden en scoorde 12 doelpunten in het eerste elftal van Ajax.

## Statistieken
| Club  | Seizoen | Competitie | Competitie | Beker | Beker | Totaal | Totaal |
| Club  | Seizoen | Wed.       | Dlp.       | Wed.  | Dlp.  | Wed.   | Dlp.   |
| ----- | ------- | ---------- | ---------- | ----- | ----- | ------ | ------ |
| Ajax  | 1933/34 | 1          | 0          | -     | -     | 1      | 0      |
| Ajax  | 1935/36 | 5          | 3          | 1     | 0     | 6      | 3      |
| Ajax  | 1936/37 | 22         | 4          | -     | -     | 22     | 4      |
| Ajax  | 1937/38 | 6          | 1          | ?     | ?     | 6      | 1      |
| Ajax  | 1938/39 | 5          | 1          | -     | -     | 5      | 1      |
| Ajax  | 1939/40 | 9          | 1          | -     | -     | 9      | 1      |
| Ajax  | 1940/41 | 2          | 2          | -     | -     | 2      | 2      |
| Total | Total   | 50         | 12         | 1     | 0     | 51     | 12     |